# Église de Keikyä
L’église de Keikyä (en finnois :  Keikyän kirkko) est une église luthérienne  située dans le village Keikyä de la municipalité de Sastamala en Finlande,.

## Description
L'église en bois conçue par l’architecte Josef Stenbäck est construite en 1912 selon le mouvement artistique du Jugendstil. 
Le retable représente Syméon présentant l'enfant Jésus.